# Go-Regiontour

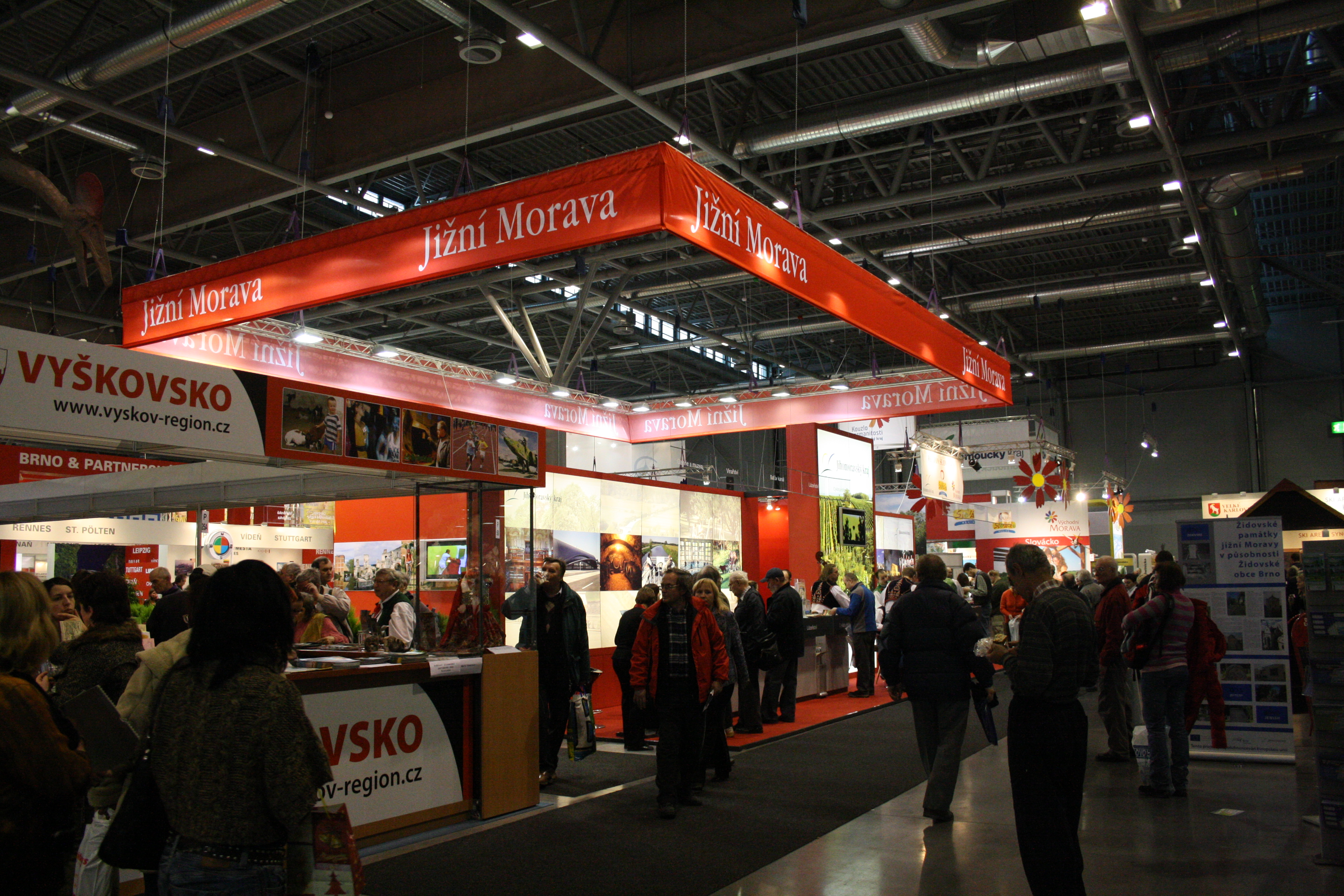
Prezentace Jihomoravského kraje na veletrhu Regiontour 2010

Go-Regiontour je dvojice veletrhů, které se konají každoročně v lednu na brněnském výstavišti, jejich zaměřením je cestovní ruch, cestování a regionální rozvoj.

## Go
Mezinárodní veletrh průmyslu cestovního ruchu Go je zaměřen na cestovní ruch a cestování mimo Českou republiku. Koná se od roku 1990 a v roce 2010 hostil vystavovatele z 21 zemí. Vedle tuzemských cestovních kanceláří a agentur se jej účastní poskytovatelé služeb cestovního ruchu v oblíbených zahraničních destinacích a zahraniční turistické centrály. Současně s ním se koná i filmový festival Go Kamera.

## Regiontour
Mezinárodní veletrh turistických možností v regionech Regiontour je zaměřen na podporu domácího cestovního ruchu a incomingu, na regionální rozvoj a prezentaci regionů a subjektů z ČR. Účastní se jej klíčové subjekty a osoby s rozhodovacími pravomocemi v cestovním ruchu ČR a jednotlivých regionů. Koná se od roku 1991 a je zaštítěn několika organizacemi v čele s Ministerstvem pro místní rozvoj ČR.